# Ravnsborg Kommune
Ravnsborg Kommune i Storstrøms Amt blev dannet ved kommunalreformen i 1970. Ved strukturreformen i 2007 indgik den i Lolland Kommune sammen med Holeby Kommune, Højreby Kommune, Maribo Kommune, Nakskov Kommune, Rudbjerg Kommune og Rødby Kommune.

## Tidligere kommuner
Ravnsborg Kommune blev dannet ved sammenlægning af 9 sognekommuner:
| Kommune               | Folketal 1. januar 1970 | Byer      |
| --------------------- | ----------------------- | --------- |
| Birket                | 1.071                   | Birket    |
| Fejø                  | 938                     |           |
| Femø                  | 385                     |           |
| Herredskirke-Løjtofte | 537                     |           |
| Horslunde-Nordlunde   | 1.789                   | Horslunde |
| Købelev               | 813                     |           |
| Sandby                | 1.139                   | Sandby    |
| Utterslev             | 943                     | Utterslev |
| Vindeby               | 446                     |           |
| I alt                 | 8.061                   |           |

Herredskirke Sogn afgav 20 matrikler til Nakskov Kommune.

## Sogne
Ravnsborg Kommune bestod af følgende sogne, alle fra Lollands Nørre Herred undtagen Fejø og Femø, der hørte til Fuglse Herred:
- Birket Sogn
- Fejø Sogn
- Femø Sogn
- Herredskirke Sogn
- Horslunde Sogn
- Købelev Sogn
- Løjtofte Sogn
- Nordlunde Sogn
- Sandby Sogn (Lolland)
- Utterslev Sogn (Lolland)
- Vindeby Sogn

## Borgmestre[3]
| Periode   | Navn             | Parti             |
| --------- | ---------------- | ----------------- |
| 1970-1986 | Poul Jønck       | Venstre           |
| 1986-2000 | Ejnar Rod        | Socialdemokratiet |
| 2000-2006 | Stig Vestergaard | Socialdemokratiet |

## Rådhus
Nakskov-Kragenæs Jernbane blev nedlagt i 1967. Ravnsborg Kommune overtog i 1970 den tidligere stationsbygning på Stationsvej 6 i Horslunde og brugte den som rådhus, men supplerede med tilbygninger på Stationsvej 4 i 1970 og 1975. Tilbygningerne er revet ned, og der er nu legeplads på grunden.